# 果胶酶
果胶酶（英语：Pectinase）是一类能够分解果胶的酶的总称。果胶是一种存在于植物细胞壁的多糖。果胶酶包含果胶分解酶、果胶酯酶和半乳糖醛酸酶等。
果胶酶可以从黑曲霉等真菌中提取，真菌产生这些酶来分解植物中层，从而可以从植物组织中提取营养并插入真菌菌丝。如果将果胶酶煮沸，它会变性，从而使其活性部位更难与果胶接触。

## 应用
果胶酶常用于涉及植物材料降解的过程中，例如加快果汁的提取。果胶酶在酿造中的功能是双重的，首先，它有助于分解植物（通常是水果）原料。其次，成品酒中果胶的存在会导致混浊或轻微混浊。果胶酶可用于分解果胶，从而使葡萄酒澄清。果胶酶降低了生产果汁所需的活化能并催化了反应。
果胶酶也可用于脱胶。添加螯合剂或用酸对植物材料进行预处理可增强酶的作用。同时也可以作为食品添加剂在畜牧业中得到广泛应用。